# Torneo de Tokio 2018
El Rakuten Japan Open Tennis Championships 2018 fue un torneo de tenis perteneciente al ATP Tour 2018 en la categoría ATP World Tour 500. El torneo tuvo lugar en la ciudad de Tokio (Japón) desde el 1 hasta el 7 de octubre de 2018 sobre canchas duras.

## Distribución de puntos
| Modalidad            | Campeón | Finalista | Semifinales | Cuartos de final | 2.ª ronda | 1.ª ronda | Clasificados | 2.ª ronda de clasificación | 1.ª ronda de clasificación |
| Individual masculino | 500     | 330       | 200         | 100              | 50        | 0         | 25           | 13                         | 0                          |
| Dobles masculino     | 500     | 300       | 180         | 90               | –         | –         | 45           | 25                         | 0                          |

## Cabezas de serie

### Individuales masculino
| Tenista            | Ranking | Preclasificado |
| Marin Čilić        | 5       | 1              |
| Kevin Anderson     | 9       | 2              |
| Kei Nishikori      | 12      | 3              |
| Diego Schwartzman  | 14      | 4              |
| Stefanos Tsitsipas | 15      | 5              |
| Milos Raonic       | 20      | 6              |
| Hyeon Chung        | 23      | 7              |
| Richard Gasquet    | 25      | 8              |

- Ranking del 24 de septiembre de 2018.[2]

### Dobles masculino
| Tenista                          | Ranking | Preclasificados |
| Henri Kontinen John Peers        | 15      | 1               |
| Jamie Murray Bruno Soares        | 23      | 2               |
| Raven Klaasen Michael Venus      | 34      | 3               |
| Ben McLachlan Jan-Lennard Struff | 50      | 4               |

## Campeones

### Individual masculino
Daniil Medvédev venció a  Kei Nishikori por 6-2, 6-4

### Dobles masculino
Ben McLachlan /  Jan-Lennard Struff vencieron a  Raven Klaasen /  Michael Venus por 6-4, 7-5